# Dodge (Nebraska)
Dodge é uma vila localizada no estado americano de Nebraska, no Condado de Dodge.

## Demografia
Segundo o censo americano de 2000, a sua população era de 700 habitantes.
Em 2006, foi estimada uma população de 681, um decréscimo de 19 (-2.7%).

## Geografia
De acordo com o United States Census Bureau, a localidade tem uma área de 1,0 km², sem área coberta por água. Dodge localiza-se a aproximadamente 427 m acima do nível do mar.

## Localidades na vizinhança
O diagrama seguinte representa as localidades num raio de 24 km ao redor de Dodge.